# Distretto di Linkou
Il distretto di Linkou (林口區S, Línkǒu QūP) è un distretto della municipalità di Nuova Taipei, situata a Taiwan.